# 皮肤型红斑狼疮
皮肤型红斑狼疮（cutaneous lupus erythematosus，CLE）是一种慢性复发性疾病，主要局限于皮肤，并不伴有显著的全身性症状。传统上可分为急性皮肤型红斑狼疮（acute cutaneous lupus erythematosus, ACLE）、亚急性皮肤型红斑狼疮（subacute cutaneous lupus erythematosus, SCLE）和慢性皮肤型红斑狼疮（chronic cutaneous lupus erythematosus, CCLE）。